# 賈斯珀 (紐約州)
賈斯珀（英語：Jasper）是一個位於美國紐約州斯托本縣的鎮。

## 人口
根據2020年美國人口普查的數據，賈斯珀的面積為136.40平方千米，當中陸地面積為136.35平方千米，而水域面積為0.05平方千米。當地共有人口1418人，而人口密度為每平方千米10人。